# Уэйн, Кэрол
Кэ́рол Уэ́йн (англ. Carol Wayne; 6 сентября 1942, Чикаго, Иллинойс, США — 13 января 1985, Мансанильо, Колима, Мексика) — американская киноактриса.
Кэрол дважды была замужем. Во втором её браке с Барри Фенштейном родился её единственный сын Алекс.
В январе 1985 года Кэрол Уэйн и её друг Эдвард Дерстон отправились отдыхать в Мексику. После ссоры с Дерстоном Уэйн отправилась прогуляться по пляжу и не вернулась. Через 3 дня 42-летняя актриса была найдена мёртвой. Вскрытие показало, что в её организме на момент смерти не присутствовало алкоголя или наркотиков. В конечном итоге её смерть была признана случайным утоплением.